# امپیل پرام دایوم
امپیل پرام دایوم (به لاتین: Ampil Pram Daeum) یک منطقهٔ مسکونی در کامبوج است که در Battambang Province واقع شده‌است.